# Список керівників держав 458 року
Список керівників держав 458 року — це перелік правителів країн світу 458 року.
Список керівників держав 457 року — 458 рік — Список керівників держав 459 року — Список керівників держав за роками

## Європа
- Айлех — Еоган Мак Ніалл (440—465)
- Арморика — Алдрієн (446—464)
- Боспорська держава — цар Рескупорід IX (430—458); Гадигез (458—470/474)
- Брихейніог — Бріхан ап Анлах (450—490)
- Брінейх — Гарбоніан ап Коел (420—445/460)
- Королівство бургундів — Гундіох (436—473)
- плем'я вандалів — король Гейзеріх (428—477)
- король вестготів — Теодорік II (453—467)
- Королівство Гвінед — Кунеда ап Едерн (450—460)
- Гепіди — Ардарік (420—454/460)
- плем'я гунів — цар Денгизих (454—469)
- Дал Ріада — Ерк мак Ехах (400—474)
- Дівед — Айргол Довгорукий (445—495)
- Думнонія — Ербін ап Костянтин (443—480)
- Ебраук — Мор ап Кенеу (450—470)
- Ірландія — верховний король Лоегайре мак Нілл (428—458); Айліль Молт (458/459-478)
- Мунстер — Енгус мак Над Фройх (454—489)
- Король піктів — Друст I (412/413—452/480)
- Королівство Повіс — Друст I (412/413—452/480)
- Регед — Гураст Кудлатий (450—490)
- Римська імперія — Майоріан (456—461)
  - Далмація (римська провінція) — Марцеллін (магістр армії) (454—468)
  - Суассонська область — Егідій (457—464)
- Візантійська імперія — Лев I Макелла (457—474)
- Королівство свевів — Мальдра (457—460)
- Стратклайд — Кінуіт ап Керетік (440—470)
- Уснех — Коналл Кремтайнне (455—480)
- Салічні франки — Меровей (447/448 — 457/458); Хільдерік I (457/458-481)
- Святий Престол — папа римський — Лев I (440—461)
- Візантійський єпископ — Анатолій (449—458); Геннадій I (458—471)

## Азія
- Близький Схід:
  - Гассаніди — 3 правителі
  - Кінда — Акіль-аль-Мурар (425—458); Амр аль-Мансур (458—489)
  - Лахміди — Аль-Мунзір I (418/428 — 472/473)
- Диньяваді (династія Сур'я) — раджа Тюрія Ната (418—459)
- Іберійське царство — цар Вахтанг I Горгасалі (449—502)
- Кавказька Албанія — цар Ваче II (444—461)
- Індія:
  - Царство Вакатаків — магараджа Нарендрасена (450/455—475/480)
  - Імперія Гуптів — Скандагупта (455—467)
  - Держава Кадамба — Сантіварма (455—460)
  - Раджарата — раджа Пітія (450—459)
- Індонезія:
  - Тарума — Індраварман (455—515)
- Китай:
  - Туюхун (Тогон) — Муюн Шеінь (452—481)
  - Династія Північна Вей — Вень-чен-ді (452—465)
  - Лю Сун — Лю Цзюнь (453—464)
  - Жужанський каганат — Юйцзюлюй Тухечжень (444—464)
- Корея:
  - Кая (племінний союз) — ван Чильджи (451—492)
  - Когурьо — тхеван (король) Чансу (413—491)
  - Пекче — король Керо (454—475)
  - Сілла — ісагим (король) Нольджи (417—458); Чабі (458—479)
- Паган — король Тюе (439—494)
- Персія:
  - Держава Сасанідів — шахіншах Ормізд III (457—459)
    - хушнаваз й магашахі ефталітів і алхон-гунів в Траноксіані, Тохаристані й Гандхарі Хінґіла I (440—490)
- Тямпа — Фан Шенхенг (455—472)
- Хим'яр — Хасан Їха'мін (440—458); Шарахбіль Якуф (458—485)
- Японія — Імператор Анко (454-476)

## Африка
- Королівство вандалів і аланів — Гейзеріх (439—477)

## Північна Америка
- Мутульське царство — К'ан-Чітам (456/458-485)
- Баакульське царство — Каспер II (435/440-487)